# Pathalia
Pathalia is een geslacht van vlinders van de familie Lycaenidae.

## Soorten
- P. albifusca Moore, 1884
- P. sikkima (Moore, 1884)